# Claudia Testoni
Claudia Testoni, née le 19 décembre 1915 à Bologne et décédée le 17 juillet 1998 à Cagliari était une athlète italienne. Grande rivale de sa compatriote Trebisonda Valla, elle resta dans l'ombre de celle-ci lors des Jeux olympiques d'été de 1936 à Berlin ne terminant que quatrième du 80 m haies remporté par Valla.
En 1938, elle devient championne d'Europe en égalant le record du monde établi par Valla deux ans plus tôt.

## Palmarès

### Jeux olympiques
- Jeux olympiques 1936 à Berlin ( Allemagne) 
  - 4e sur 80 m haies
  - 4e en relais 4 × 100 m

### Championnats d'Europe
- Championnats d'Europe d'athlétisme de 1938 à Vienne ( Allemagne)
  -  Médaille d'or sur 80 m haies

## Records
- Record du monde du 80 m haies en 11 s 3 le 23 juillet 1939 à Garmisch-Partenkirchen (amélioration du record codétenu par Ruth Engelhard, Ondina Valla, Barbara Burke et Lisa Gelius, sera battu par Fanny Blankers-Koen)